# Borsec
Borsec (Hongaars: Borszék, Duits: Bad Borseck) is een stad (oraș) in het Roemeense district Harghita. Het stadje telt 2.585 inwoners (2011). Hiervan zijn er 1.972 etnisch Hongaar (76,3%), een ruime meerderheid, zoals gebruikelijk in het Szeklerland.
Het stadje is vooral bekend om zijn mineraalwater, dat in heel Roemenië en ook in buurlanden als Hongarije te verkrijgen is en op de wereldtentoonstelling van 1873 het predicaat Königin der Mineralwasser kreeg. Als kuuroord heeft het stadje een traditie die teruggaat tot de 18de eeuw.

## Galerij

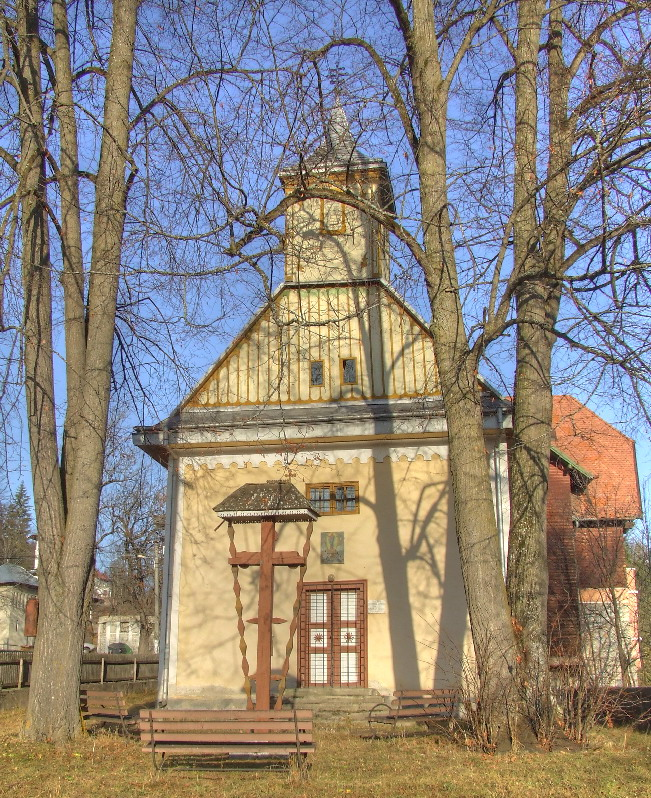
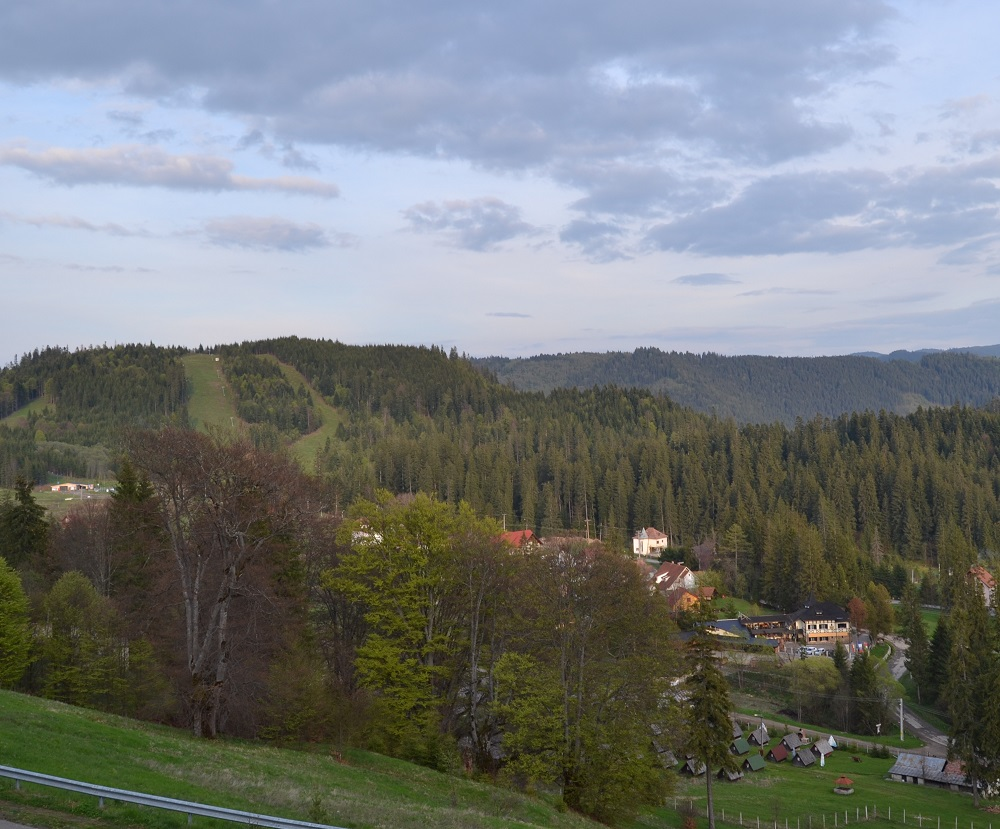
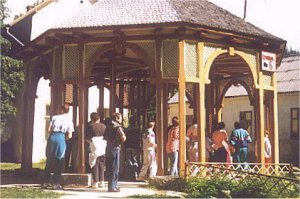
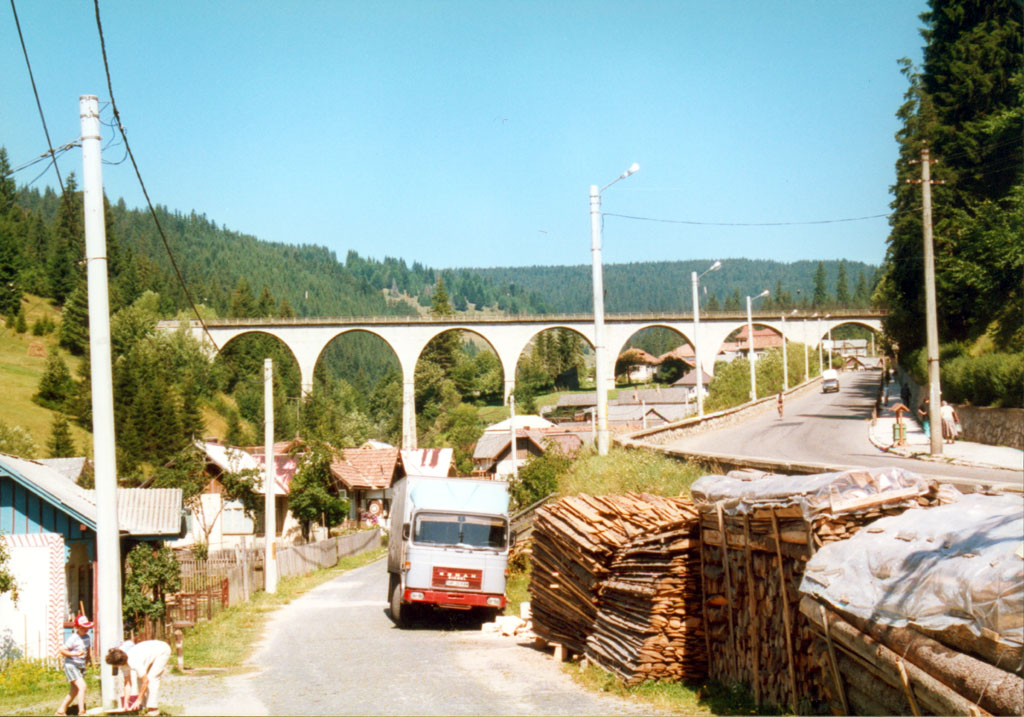
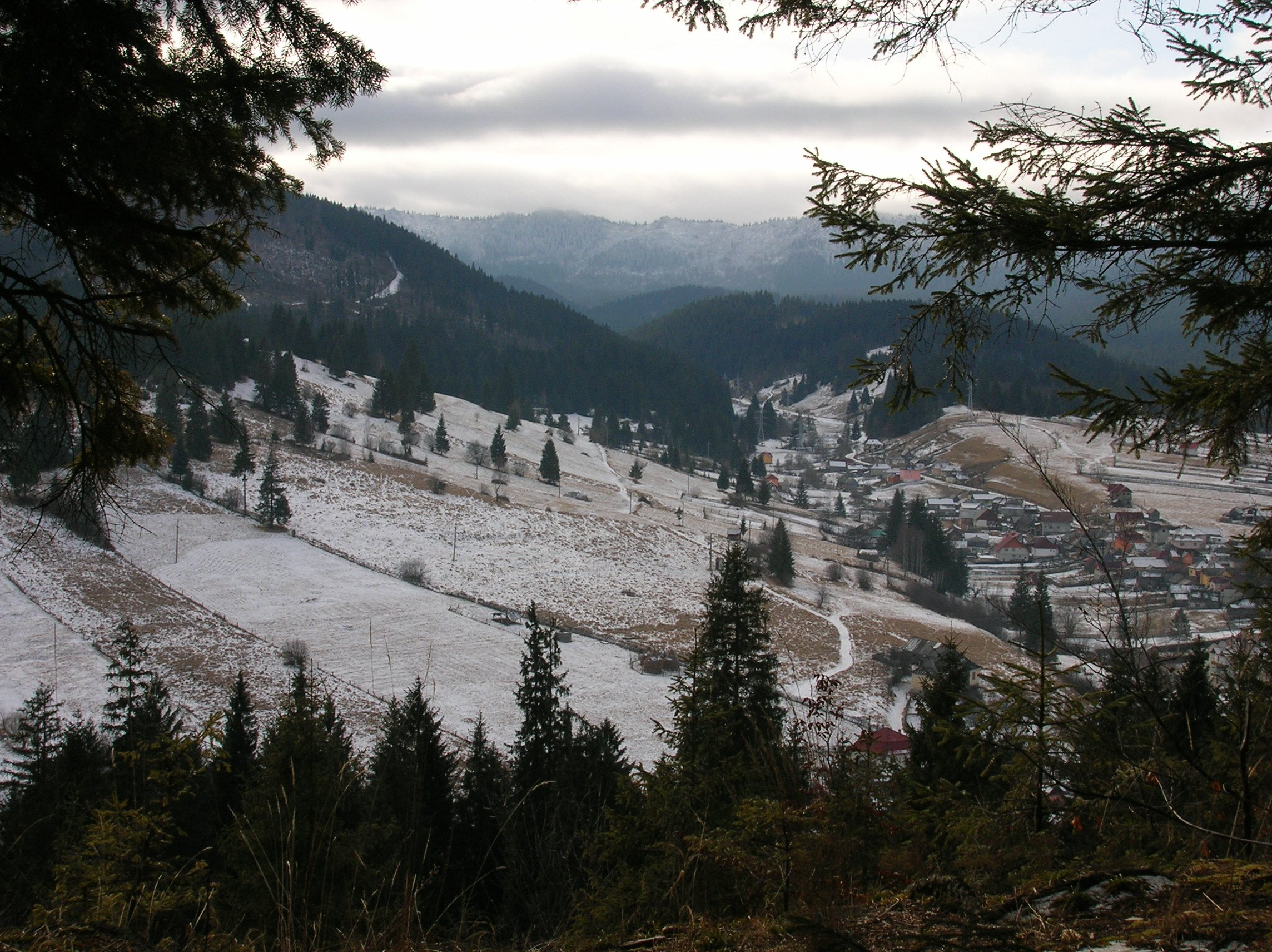
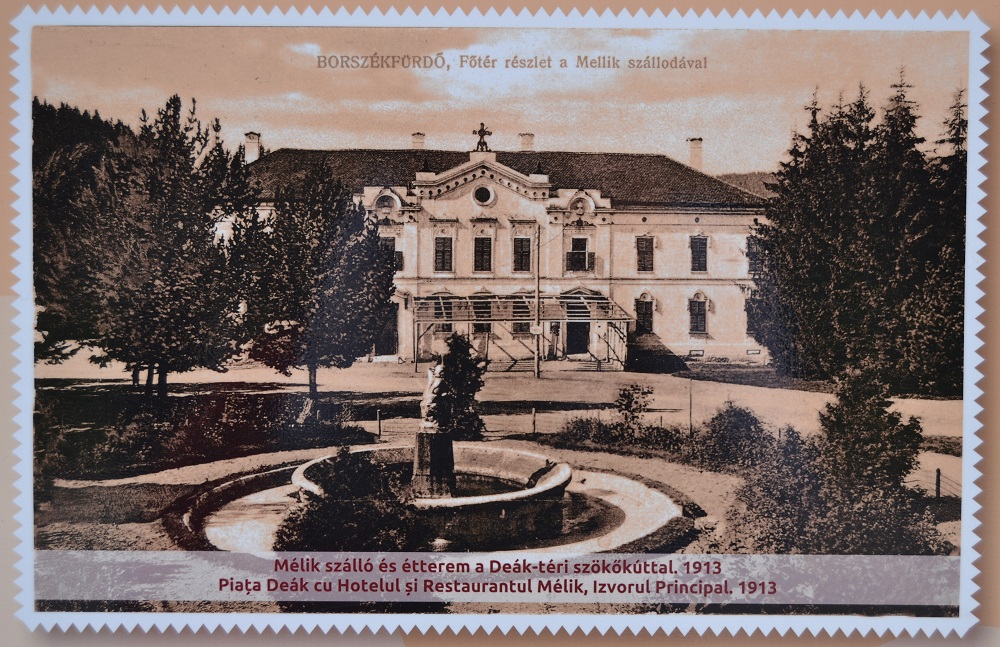
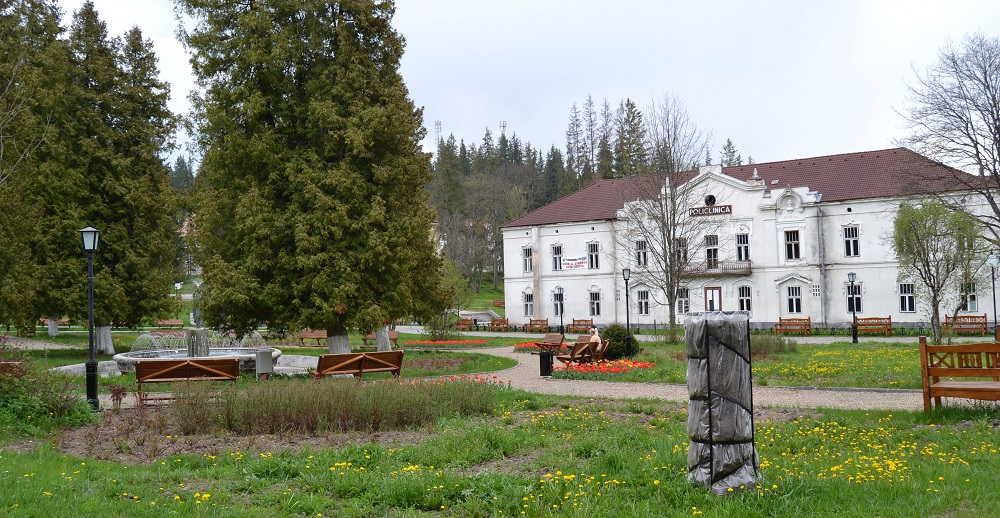
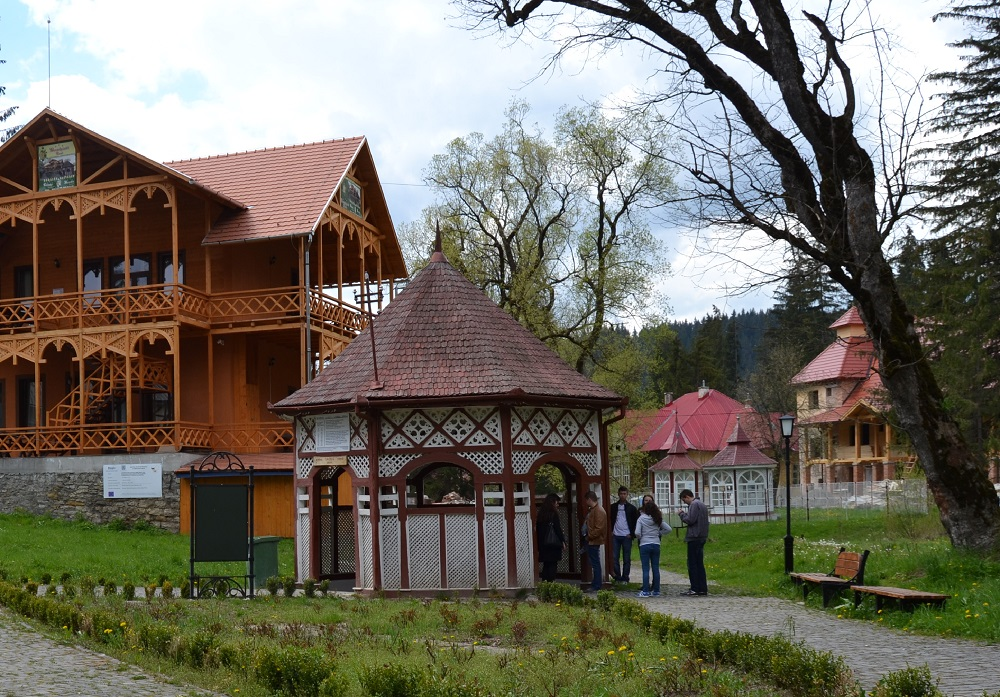

## Media
In de stad verschijnen de Hongaarstalige regionale dagbladen Hargita Népe en Székelyhon. De regionale publieke radiozender is Radio Târgu Mureș (Roemeenstalig) en Marosvásárhelyi Rádió (Hongaarstalig). Verder zendt de commerciële Hongaarstalige popzender City Rádió uit op FM 89.0.